# Charte de fondation
Pour un article plus général, voir Charte.
Une charte de fondation est un acte qui précise les conditions juridiques et financières de création d'un bâtiment civil (palais par exemple), militaire ou religieux (abbaye par exemple), d'une ville (bastide par exemple), d'une société ou d'une association. Une charte de donation est un acte analogue dans le cadre d'une donation. 

## Chartes de fondation en matière religieuse
Au Moyen Âge, un souverain ou un seigneur pouvait signer une charte de fondation lors de la décision de construction d'une église, d'une chapelle ou d'une abbaye, qu'il finançait par un don ou un legs, parfois par testament, souvent avec des contreparties comme un droit de prééminence et (ou) l'obligation de célébrer des messes en mémoire du fondateur ou de tel ou tel de ses proches.
Par exemple:

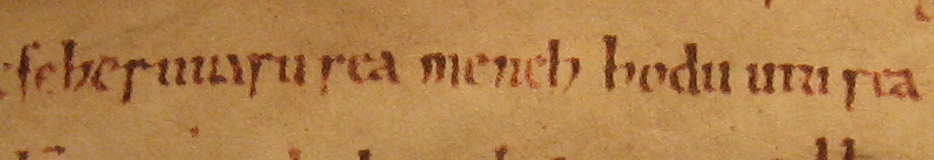
La plus longue des trois phrases en hongrois contenues dans la charte de fondation de l’abbaye de Tihany.

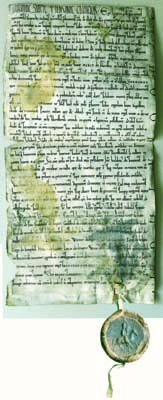
Charte de fondation de l'abbaye Notre-Dame de Leffe

- La charte de fondation de l'abbaye de Saint-Pé-de-Bigorre, en 1022 ;
- La charte de fondation du prieuré Saint-Martin de Lamballe, vers 1090[1] ;
- La charte de fondation de l'abbaye de Cluny (11 septembre 910)[2] ;
- La charte de fondation du prieuré de Tavant[3] ;
- La charte de fondation de Chilandar (Serbie)[4] ;
- La charte de fondation de l'abbaye de Tihany en Hongrie contient les plus anciens mots rédigés en hongrois ancien[réf. nécessaire] ;
- La charte de fondation de l'abbaye de Clermont, en 1152.
- La Charte de fondation de la Sainte-Chapelle de Bourges du 4 décembre 1404 par Jean de Berry [5].

## Chartes de fondation en matière civile
Par exemple :
Des chartes de fondation sont aussi souvent à l'origine de la création d'un palais (dès l'Antiquité) ou d'une ville, par exemple des bastides au Moyen Âge. D'autres peuvent concerner par exemple des associations.
- La charte de fondation du palais de Darius Ier (en vieux perse)[6].
- La charte de fondation de Montauban (rédigée en latin, le 9 octobre 1144 par Alphonse Jourdain, comte de Toulouse).
- La charte de fondation de la bastide de Palleville (1252) dans le Lauragais[7].
- La charte de fondation de la bastide de Navarrenx (août 1316)[8].
- La charte de fondation de l'association "Maison des Citoyens du Monde"[9].

## Charte de donation
À titre d'exemple, vers 1120, Robert de Locuon, évêque de Cornouaille fait don, par une charte de donation de l'île et de l'église de Saint-Tutuarn à l'abbé Bernard et aux moines de l'abbaye de Marmoutier.